# Evangelio Egerton

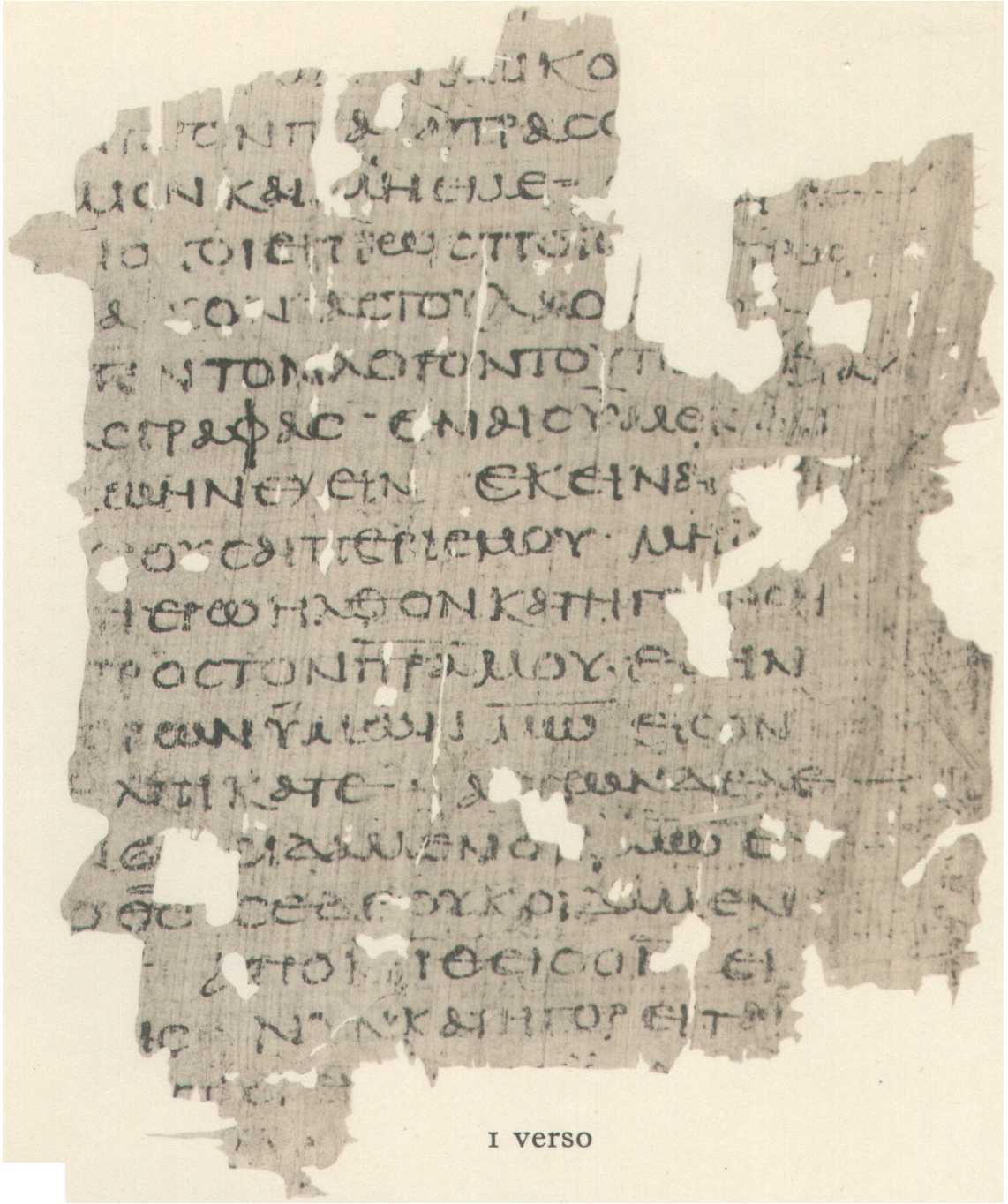
Uno de los fragmentos.

El Evangelio Egerton (BL Egerton Papyrus 2) es un conjunto de tres fragmentos papiráceos de un códice, fechado aproximadamente en torno al año 200, que contiene un evangelio previamente desconocido. Es uno de los más antiguos fragmentos conocidos de un evangelio. Fue encontrado en Egipto y vendido al Museo Británico en 1934. Se publicó en 1935. Forma parte de la colección de la Biblioteca Británica. Un cuarto fragmento del mismo códice se encuentra en la Universidad de Colonia, catalogado como Papyrus Köln VI 255.

## Datación del manuscrito
En un principio, el examen paleográfico del manuscrito llevó a fecharlo a finales del siglo I o comienzos del II. Más adelante, sin embargo, se halló un nuevo fragmento del mismo códice (el Papiro de Colonia nr. 255) que presenta ciertas características paleográficas que han llevado a retrasar su datación hasta el año 200, aproximadamente. Es claro que el texto contenido en el códice puede ser anterior a esta fecha.
El texto del evangelio Egerton mezcla influencias de los sinópticos con expresiones y temas propios del Evangelio de Juan. Existen dos líneas principales para explicar su relación con el resto de los evangelios conocidos:
- Algunos autores (Helmut Köster y J. D. Crossan, entre otros) opinan que procede de una tradición oral independiente de la que dio origen a los sinópticos, dado que las coincidencias con unos y con otros evangelios no parecen obedecer a una intención definida. Si fuese así, tendría una antigüedad equivalente a la de los sinópticos, e incluso podría remontarse a mediados del siglo I.

- La mayor parte de los investigadores, sin embargo, creen que el autor del evangelio Egerton se basó en los sinópticos. En particular, F. Neyrinck demostró su dependencia de Lucas. La relación con el Evangelio de Juan no está clara: para algunos autores muestra un estrato más antiguo de la tradición joánica, mientras que otros opinan que es posterior a Juan. Según esta segunda teoría, la fecha del Evangelio Egerton podría ser inmediatamente posterior a la del Evangelio de Juan, es decir, muy posiblemente podría datarse en la primera década del siglo II.

## Contenido
El texto del evangelio Egerton no aporta nada realmente nuevo con respecto a los evangelios canónicos. No puede relacionarse con el gnosticismo ni con ninguna otra corriente herética del cristianismo primitivo. En los escasos pasajes conservados se discute acerca de la validez de la Ley mosaica, y se narran variantes de la curación de un leproso y de la discusión sobre el tributo al césar, episodios que tienen su paralelo en los evangelios canónicos. 
El único fragmento que no aparece en los evangelios canónicos cita una pregunta de Jesús a sus discípulos: "¿Por qué la semilla se entierra y al poco tiempo crece de modo inconmensurable?". A continuación, Jesús hace un milagro plantando en el río Jordán una semilla de la que crece un árbol que da fruto. Parece que las palabras y el milagro de Jesús tienen que ver con la idea de la resurrección. Hay, sin embargo, importantes discrepancias en la lectura de este pasaje entre los diferentes autores que lo han estudiado, ya que el fragmento está tan deteriorado que faltan muchas de las palabras del texto. 